# Betriebspachtvertrag
Der Betriebspachtvertrag nach § 292 Abs. 1 Nr. 3 AktG ist ein Unternehmensvertrag, durch den sich eine Aktiengesellschaft oder Kommanditgesellschaft auf Aktien verpflichtet, den Betrieb ihres Unternehmens an einen anderen zu verpachten.
Durch den Betriebspachtvertrag wird dem Pächter nicht nur der Gebrauch der Pachtsache zugesichert, sondern auch den Ertrag aus dieser, sofern die Nutzung der Pachtsache ordnungsgemäß erfolgt. Der Pächter entrichtet hierfür dem Verpächter einen Pachtzins. Die Pachtvorschriften werden in den §§ 581 bis 597 BGB geregelt. Damit ein Betriebspachtvertrag im Sinne eines Unternehmensvertrages vorliegt, muss der gesamte Betrieb verpachtet werden, andernfalls gelten nur die Pachtvorschriften des BGB. Die Vorschriften des § 292 AktG sind ebenfalls nicht anzuwenden, wenn die Verpachtung nicht an eine inländische Aktiengesellschaft oder Kommanditgesellschaft auf Aktien geht. Ein Betriebspachtvertrag und der Beschluss, durch den die Hauptversammlung dem Vertrag zugestimmt hat, sind nicht deshalb nichtig, weil der Vertrag gegen die §§ 57, 58 und 60 AktG verstößt. Satz 1 schließt die Anfechtung des Beschlusses wegen dieses Verstoßes nicht aus.
Aktienrechtlich gleich behandelt wird der Betriebsüberlassungsvertrag, dessen Unterschied darin besteht, dass der Betrieb nicht verpachtet, sondern in sonstiger Weise überlassen wird.